# Bassett (Nebraska)
Bassett és una població dels Estats Units a l'estat de Nebraska. Segons el cens del 2000 tenia 743 habitants.

## Demografia
Segons el cens del 2000, Bassett tenia 743 habitants, 355 habitatges, i 189 famílies. La densitat de població era de 652 habitants per km².
Dels 355 habitatges en un 21,4% hi vivien nens de menys de 18 anys, en un 46,5% hi vivien parelles casades, en un 5,9% dones solteres, i en un 46,5% no eren unitats familiars. En el 43,1% dels habitatges hi vivien persones soles el 24,2% de les quals corresponia a persones de 65 anys o més que vivien soles. El nombre mitjà de persones vivint en cada habitatge era de 2,01 i el nombre mitjà de persones que vivien en cada família era de 2,8.
Per edats la població es repartia de la següent manera: un 19,9% tenia menys de 18 anys, un 6,2% entre 18 i 24, un 21% entre 25 i 44, un 22,3% de 45 a 60 i un 30,6% 65 anys o més.
L'edat mediana era de 47 anys. Per cada 100 dones de 18 o més anys hi havia 75,5 homes.
La renda mediana per habitatge era de 24.412 $ i la renda mediana per família de 32.778 $. Els homes tenien una renda mediana de 25.329 $ mentre que les dones 15.278 $. La renda per capita de la població era de 13.856 $. Aproximadament el 16,8% de les famílies i el 20,2% de la població estaven per davall del llindar de pobresa.

## Poblacions més properes
El següent diagrama mostra les poblacions més properes.